# اسکیپ اوبرایان
اسکیپ اوبرایان (انگلیسی: Skip O'Brien؛ ۲۰ اوت ۱۹۵۰ – ۶ آوریل ۲۰۱۱) یک هنرپیشه اهل ایالات متحده آمریکا بود. وی بین سال‌های ۱۹۸۵ تا ۲۰۰۸ میلادی فعالیت می‌کرد.